# فولفسبورج (النمسا)
فولفسبورج [ˈvɔlfsbɛʁk] (بالسلوفينية: Volšperk)‏ هي مدينة في كيرنتن، النمسا، وعاصمة مقاطعة فولفسبورج ‏. قدر عدد سكانها بـ 20,034 نسمة في 1 يناير 2018، وهي رابع منطقة حضرية من حيث المساحة في النمسا. تقع المدينة داخل جبال لافانتال الألب ‏، غرب سلسلة كورالب ‏ في وادي نهر لافانت ‏، الرافد الأيسر لنهر درافا.

## التاريخ
كانت منطقة فولفسبيرغ تنتمي إلى المناطق التابعة لدوقية كارينثيا التي تعود إلى القرون الوسطى والتي تم التنازل عنها لصالح أمير وأسقف بامبرج (Bamberg)، ربما من قبل الإمبراطور هنري الثاني في عام 1007. تم ذكر القلعة في أعالي المدينة لأول مرة باسم Wolfsperch في عام 1178 في صكّ في دير القديس بولس في لافانتال. أصبحت المستوطنة المجاورة المركز الإداري لأراضي كارينثيان في بامبرغ وفي عام 1331 حصلت على امتيازات المدينة من قبل الأمير المطران ويرنثو شينك فون ريتشينك.
أثناء الإصلاح البروتستانتي، أصبح سكن قلعة بايرهوفن (الذي تم ذكره لأول مرة في عام 1239 وأعيد بناؤه في القرن السادس عشر) مركزًا للوثرية، والذي واجه القمع من قبل الإصلاح المضاد. في 1759 استحوذت إمبراطورة هابسبورغ ماريا تيريزا على جميع أراضي بامبرغ في كارينثيا. اشترى الكونت هوغو هنكل فون دونرسمارك ‏ القلعة في عام 1846.

## توأمة
لـ فولفسبورج اتفاقيات توأمة مع:
- هيرتسوجيناوراخ،  ألمانيا
- فاربالوتا،  المجر